# 2015年3月香港

## 3月1日
本土民主前線及熱血公民發起「光復元朗」行動，反對水貨客及要求取消一簽多行。中午示威在西鐵朗屏站集合時已被一批元朗居民包圍指罵，隨後遊行隊伍出發前往壽富街，有超過四百人參與。在「奶粉批發城」門外，支持及示威的人群爆發激烈衝突，多人受傷流血。警方需要拉起封鎖線，並向示威人群施放胡椒噴霧，混亂中多家傳媒的記者亦被噴中，其中亞洲電視一名男記者與警員理論被正面噴中，亞視新聞部發聲明表示遺憾並要求警方調查原因。傍晚示威人士轉移元朗大馬路繼續聚集，有人一度衝出馬路用垃圾桶佔據部分行車線，警方要出示紅旗警告並驅趕示威者返回行人路。受示威影響，14條巴士路線需要改道，輕鐵亦一度不停大棠路站。直至晚上十時示威者才漸離去，警方在行動中拘捕38人，並有5名警員受傷。

## 3月2日
- - 有報章報道無綫電視新聞部總監袁志偉高薪招攬了建制派政黨民建聯總幹事陸漢德，入主新聞部擔任編輯主任，主力負責本地政治新聞的審稿工作。[2]部分員工得悉後反彈極大，質疑背後另有動機，由於估計陸漢德會負責政改方案及區議會選舉等政治熱門議題的審稿工作，擔心未來審查新聞報道手法及用語的情況將會加劇，有傳新聞部正醞釀第二輪辭職潮。[3]
  - 行政長官梁振英宣布委任香港理工大學前任副校長楊偉雄出任創新及科技顧問，不會受薪，任期直至創新及科技局成立為止。他同時獲委任為行政會議非官守成員。此外，梁振英宣佈改組由財政司司長曾俊華領導的創新及科技督導委員會，改由楊偉雄擔任主席。[4]

## 3月3日
- - 英國經濟學人智庫公布最新全球生活成本排名，香港12年來首次入十大，飈升4位成為全球第9最昂貴城市；分析指隨着美元轉強，香港的生活指數隨之上升，加上租金升幅推高零售物價，令本港躋身生活成本最高十大城市之列。[5]
  - 香港零售業在1月的表現是2003年SARS爆發以來最差，受到新春假期等因素影響，貨值按年錄得14.6%的跌幅，遠差於市場預期跌6.1%。[6]

## 3月4日
- - 銅鑼灣維園道中環灣仔繞道工程地盤發現戰時炸彈，下午二時許有地盤工人挖掘一個一米長，直徑約三十厘米的懷疑戰時炸彈，隨即停工報警。警方及消防員到場後疏散地盤20多名工人，晚上鄰近的東區走廊來回一度要全線封閉。警方爆炸品處理課人員晚上9時40分左右成功將炸彈引爆。[7]
  - 滙豐銀行為慶祝集團在港成立150周年，發行200萬張面值150元的紀念鈔票。紀念鈔有三款包裝，包括單張、無切割3連張及35連張。每人最多可申購3套單鈔、1套3連張及1套35連張，認購直至21日深夜截止，若錄得超額認購，將以電腦抽籤形式抽出幸運兒。[8]
  - 運輸及房屋局向立法會提交廣深港高鐵工程的最新進度報告，路政署的最新評估發現高鐵多項工程仍然持續滯後，整體工程現時只完成了66%，比預期的7成為低，有可能令高鐵無法在2017年通車。延誤的原因包括再有隧道鑽挖機發生故障，需要停工四個月維修；西九龍總站的工程進度亦未如理想。港鐵的預算金額亦沒有計算部份新增成本，使高鐵的超支金額隨時再上升。此外，報告亦確認沙中綫工程受土瓜灣站宋朝遺蹟考古發掘影響，預期通車日期會延後2019年，考古工作所需的額外41億元開支要向立法會再申請撥款。[9][10]
  - 古物諮詢委員會決定把清水灣道邵氏片場建築群，暫列為一級歷史建築，展開一個月諮詢。[11]

## 3月5日
有報章統計全港18區持牌藥房的分佈，發現油尖旺區的藥房分佈最密集，有494間藥房，平均每638人就有一間，亞皆老街一段8間舖便有6間藥房。灣仔區緊隨其後，平均每837人就有一間藥房。相反，藥房密度最低的西貢區、南區，平均近4000人才有一間藥房。

## 3月6日
- - 康文署轄下33所公共圖書館的外判商「泰匯亞洲有限公司」突然停業，該公司稱與康文署未達成共識，無法在現有合約下繼續經營。全港公共圖書館的資料整理及上架服務受影響，包括香港中央圖書館，部分外判員工已向勞工處求助。康文署稱至今仍未聯絡到泰匯，圖書館已緊急調配人手及安排採購，維持整體服務不受影響，並考慮與泰匯終止合約和追討賠償。[13]

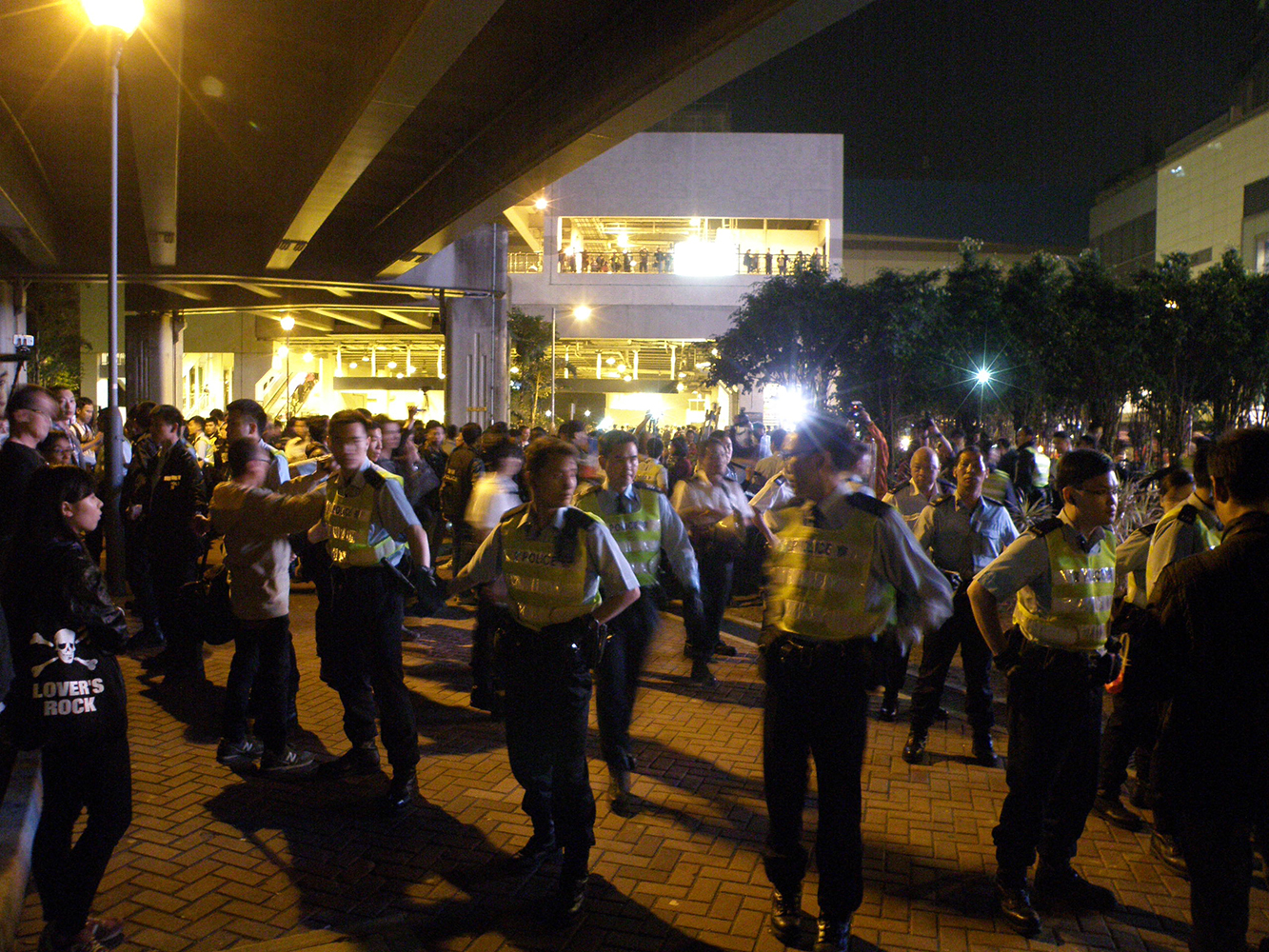
遊覽完上水去屯門在屯門輕鐵站以東爆發嚴重衝突，警方築起人鏈控制場面

- - 一名就讀沙田某英中的女生被指多次假扮領養倉鼠等小動物後轉售牟利，引起網民猛烈抨擊，更「起底」將女生資料及相片在網上公開。其所屬中學已介入，該校訓導主任指涉事女生有悔意，校方會對其施以處分。[14]

## 3月8日
- 有網民發起針對水貨客的「遊覽完上水去屯門」行動，下午在上水站外聚集，部分人舉起龍獅旗。現場有大批軍裝警員戒備，並向聚集人士查身份證及搜查隨身物品，有反對行動的人與在場示威人士一度互相指罵。上水石湖墟一帶的藥房及批發店亦提早關門。上水鄉事委員會主席侯志強亦有到場巡視，並表示歡迎網民遊覽上水。[15]其後反水貨客示威者傍晚轉到屯門示威，並到屯門區內多個商場遊行，沿途有示威者指罵旅客，更有港人被誤認為內地人被指罵。示威者隨後前往城巴B3X巴士站，阻止巴士開車。示威人士不時用腳踢途人的行李篋，雙方一度發生衝突。晚上有示威者轉到尖沙嘴碼頭繼續行動，一度有人試圖衝入海港城但不成功。警方拘捕至少六名示威者，有來港購物的內地旅客亦對行動感到不滿。[16]

## 3月9日
- - 泛民主派全體27位立法會議員聯署反對人大831決定，聲名要求全國人大常委會推翻831框架。聯署的泛民議員重申必定會否決任何根據831決定框架下制定的政改方案，亦批評有消息人士指如政改否決，行政長官梁振英很大機會連任的說法。[17]
  - 行政長官委任黃友嘉接替胡紅玉擔任積金局主席，17日起生效，為期兩年。同時石禮謙和黃國被委任為積金局非執行董事。積金局歡迎決定，深信黃友嘉能落實多項改革措施，進一步完善強積金制度。[18]

## 3月10日
，政府消息人士透露，原定下月初來港與泛民議員會面的人大常委會副秘書長兼基本法委員會主任李飛，由於泛民聯署要求推翻831決定，並重申否決框架下的政改方案，決定取消來港會面的計劃。

## 3月12日
- - 嶺南大學學生會發動退出學聯公投。經過三日投票後，反對退聯的票數超過半成，議案遭到否決。[20]
  - 葵涌貨櫃碼頭附近發生嚴重車禍，一輛跑車失事撞上路壆隨即起火，需要出動消防員到場射水撲救，車上兩名國泰航空華人機師死亡。有目擊者指現場有人駕駛跑車表演「飄移」等汽車特技，警方現正調查意外原因。[21]
  - 尖沙嘴北京道發生持槍械劫案，一名操流利普通話、身穿西裝並戴上口罩的男子闖進一間鐘錶珠寶行行劫，一名男職員阻止時被賊人開槍射中左胸。匪徒一共搶走九隻總值550萬元的名錶後逃去。受傷的職員被送往伊利沙伯醫院搶救，情況危殆。大批身穿避彈衣、荷槍實彈的警員事後到場地毯式搜捕槍匪，並封鎖現場調查。翌日警方發出閉路電視照片，追緝該名匪徒。[22][23]

## 3月13日
- - 藝人吳綺莉涉嫌虐兒被警方拘捕，並在她位於大埔的寓所搜出少量疑似大麻的毒品。警方在3月11日接獲吳綺莉女兒就讀的學校職員報警，報稱該校有學生曾經被襲擊，經調查後懷疑其母親因管教問題用手襲擊女兒肩膊。警方在被捕女子家中撿獲少量毒品，需要進一步化驗及調查。吳綺莉暫時獲准保釋候查，五月中旬向警方報到。[24]
  - 油麻地文化地標Kubrick書店舉行攝影展，展出多張警員黑白大頭照片，被撐警人士轉貼到facebook的專頁，批評展覽抹黑警察，號召網民圍堵該店，店員更接到多個粗口辱罵電話，相展被迫腰斬。文化監暴發起人何式凝批評事件扼殺言論自由，認為展覽立場如何，均不應被恐嚇滋擾，認為該店是罕有較自由的文化空間。立法會議員何秀蘭認為相片只是反映事實，不應受威嚇，促警方介入調查，警方指會了解事件。[25]
  - 蘋果日報擬推出百萬元報料獎金予最高瀏覽量新聞，惹來員工憂慮助長製造假新聞，社長葉一堅確認正籌劃相關活動，但若批評者眾，可考慮撤回。壹傳媒工會稱要視乎最終定案決定跟進行動。中大新聞與傳播學院教授蘇鑰機認為此舉屬「有償新聞」，或鼓勵不當動機者，指不論金額多少，處理新聞原則上不應設報料費。[26]

## 3月15日
- - 禮賓府舉行開放日，供市民入內參觀賞花。有示威者試圖打開黃傘和寫上「我要真普選」的揮春，隨即被警員阻止，被逐離禮賓府。警方表示一共帶走21人，包括拘捕其中兩人，指他們涉嫌阻差辦公。行政長官梁振英短暫現身，令傳媒及市民爭相拍照，一度造成混亂。梁振英晚上發表網誌，指責示威者滋擾市民賞花，令人反感，質疑另有政治目的。[27]
  - 一名食環署小販管理隊主任在中環德輔道中執勤時，被一名身材高大南亞裔小販推跌，頭部撞地重傷昏迷，送院搶救後情況危殆。警方重案組接手調查，並追緝在逃小販[28]。懷疑涉案的一名巴基斯坦籍男子3月17日到中區警署自首，警方隨即拘捕他[29]。但重傷的小販管理隊主任延至3月18日下午不治。[30]
  - 一名九歲男童離開九龍塘義本道寓所往踢足球期間，遭一名匪徒綁架擄走，男童父母隨後接獲綁匪勒索二百萬元贖金的電話。警方接報後安排父母交付贖金，並跟蹤綁匪到大圍進行拘捕行動，並救出男童及起回贖金。行動中綁匪和其女友亦被一併帶回警署扣查。[31]

## 3月16日
- - 港鐵公布業績，去年盈利升近兩成。根據可加可減機制，港鐵年中需要加價，同時亦要撥出2.2億元作為提供即日第二程九折優惠。另外，港島綫西延的西營盤站落實在3月29日啟用，但該站奇靈里的出口由於地質問題，預計要到年底才可啟用。[32]
  - 許仕仁及新地高層涉貪案中被裁定串謀公職人員行為失當罪成，判囚5年的新鴻基地產前聯席主席郭炳江，向上訴庭申請保釋等候上訴被拒。兒子郭基煇對結果感到失望，又希望上訴聆訊能盡快排期。[33]
  - 警方就南丫島撞船事故落案控告海事處助理處長蘇平治及前海事處高級驗船督察黃鑑清，分別被控公職人員行為失當罪以及宣誓下作假證供罪。兩人周三會在東區裁判法院提堂。[34]

## 3月17日
- - 發展局向立法會提交文件，建議在將軍澳興建海水化淡廠，初期每日食水產量達13萬5千立方米，工程所需費用為1億5千多萬元。2020年投入運作，預計建成後每立方米的食水生產單位成本約12至13元。[35]
  - 行政會議通過機管局擴建機場第三跑道計劃。，預計於2016年動工，最快於2023年竣工。工程預計耗資1415億元，是本港開埠以來最昂貴基建工程，需時八年興建，最快2033年落成。機管局為繞過立法會審議，計劃從三方面集資，包括機管局自行舉債、政府免收機管局十年股息，以及航空公司和旅客徵收費用，建議明年4月1日起向離境及轉機旅客收取不少於180元機場建設費，為期8年。多個團體及立法會議員憂慮，目前中港空域使用談判未完成，憂慮三跑最終淪為大白象工程。[36]
  - 行政長官梁振英次女梁齊昕在facebook宣稱被母親唐青儀以粗口辱罵及毆打，聲言有跳樓自殺的念頭，更報警聲稱遭人用玻璃襲擊受傷，救護車更一度奉召前往禮賓府。梁齊昕中午曾經走出禮賓府露台，面容憔悴。梁振英事後承認女兒有健康和情緒問題，呼籲外界給予她空間，並強調「沒有父母口中不是的仔女」。[37]

## 3月18日
- - 衛生防護中心公佈再有四人患流感死亡，令死亡人數增至400人。[38]
  - 運輸署調查顯示一月全港整體專營巴士的脫班率為1.8%，當中新巴的脫班情況最嚴重，整體脫班率達2.9%，傍晚時段更高達3.7%。新巴則表示，由於司機人手不足及交通擠塞才導致脫班率高企。[39]

## 3月20日
- - 大角咀碎屍案經過20天審訊後終有裁決，陪審團大比數裁定死者兒子周凱亮謀殺父母兩項罪名成立；次被告謝臻麒則裁定謀殺罪名不成立，而他早前承認的非法處理屍體罪就被判監一年，獲當庭釋放[40]。3月23日，首被告周凱亮在高等法院被判終身監禁，他早前承認的阻止合法埋葬屍體罪，則被判囚9年多。法官在判刑時形容周凱亮是高度危險人物，斥責被告冷血，將自己的失敗歸咎於父母。[41]
  - 一名女子早前在銅鑼灣謝斐道一間中醫診所接受針灸和推拿治療後昏迷，送院期間證實不治。灣仔警區重案組接手案件，有探員到診所撿走部份針灸用的器材進行調查，暫時無人被捕。[42]

## 3月21日
港鐵東鐵綫紅磡站附近的沙中綫地盤有大量混凝土漿湧入路軌，數十名工程人員需要到場清理。受事故影響，路軌無法使用，一度要實施單軌雙程行車，期間列車班次受延誤，沿線多個車站月台擠滿乘客，東鐵服務一共受阻三小時。

## 3月25日
- - 旺角東海大廈發生致命火警，造成兩名住客死亡。據報男死者為拯救年紀老邁的母親，不惜衝入火場，結果雙雙葬身火海。消防經初步調查後，認為起火原因有可疑，交由旺角警區重案組跟進。[44]
  - 特首梁振英出席一個論壇時，呼籲在場人士用選票將泛民逐出議會，又指佔領行動期間，中央沒有出動解放軍是代表對特區政府及警隊信任。言論引起泛民議員的批評，有建制派議員亦批評梁言論不當。[45]
  - 中學文憑試進行中文聆聽考試，有一批考生投訴由香港電台第二台播放的考試聲帶出現「叠聲」的情況，以致未能聽清楚內容，影響作答，需要進入特別室繼續應考。香港電台回應指考試時間播放的錄音並無問題，相信是網上播放時出現技術問題。[46]

## 3月26日
- - 新居屋進行攪珠儀式，決定100個揀樓次序，申請書數字達135,000份，但可供選購的單位僅得2000多個，超額認購61.5倍，預料只有首12個攪珠號碼的綠表申請人可望有份揀樓，至於佔整體申請人絕大部分的白表申請者，除非屬首兩個揀樓次序（67、80）的幸運兒，否則難圓置業夢，加上家庭優先，7.64萬白表單身人士幾可肯定失望而回。房委會資助房屋小組主席黃遠輝稱，未來會研究調整綠白表比例及為單身人士設配額。[47]
  - 特首梁振英出席答問大會，與民主派激辯普選。民主黨黃碧雲要求梁為港人爭取無篩選普選，問及緬甸、朝鮮、中共等是否實行真普選，梁稱「根據當地的法律所實行的普選，就是該地方的普選」。中大政治及行政學系主任馬嶽指梁振英概念混亂、不合邏輯，等同指「政府話係普選，就係普選」。[48]

## 3月27日
- - 港鐵連續第6年加價，按照可加可減機制，車資加幅達4.3%，幅度為6年來的第二高。[49]
  - 舊灣仔碼頭對開海床，位於灣仔發展計劃第二期工程範圍內發現金屬殘骸，根據土木工程拓展署的初步資料顯示，該物體可能是一艘沉船的部份殘骸，具體情況有待進一步勘察和評估。發展局表示已暫停在該範圍內進行工序。有學者估計殘骸可能屬於二戰期間遭打沉的戰艦，亦有指殘骸為二戰時遭炸沉的英國皇家海軍軍艦「添馬艦」。[50]

## 3月28日
- - 亞洲電視前主席邱德根逝世，舉行兩小時公祭及舉殯，包括前特首董建華及曾蔭權、中聯辦主任張曉明、前港交所主席夏佳理、亞視前行政總裁陳永棋、亞視執行董事葉家寶及全國政協委員霍震霆等一眾官商名流，以至藝人、學界及公益機構代表紛紛前赴致祭。[51]
  - 女藝人吳若希母親在大埔踩單車時發生意外，頭部重創，送院搶救至深切治療部仍然昏迷，情況嚴重。[52]

## 3月29日：
- - 長者及合資格殘疾人士公共交通票價優惠計劃分階段擴展至綠色專線小巴，計劃涵蓋全港超過8成的綠巴路線。行政長官梁振英早上與勞工及福利局局長張建宗到香港仔南寧街的專線小巴站視察，其後他在網誌表示計劃推出至今每日平均有74萬人次受惠，長者對計劃「有讚無彈」。[53]
  - 港鐵西營盤站正式啟用，象徵港島綫西延全線開通，吸引凌晨有一批鐵路迷專程到來試用新站。但早上往堅尼地城站方向月台有一對幕門發生故障，需要停用。[54]
  - 港鐵將軍澳線下午一列駛往北角的列車，有乘客的國產手提電話故障冒煙，車廂內其他乘客見狀大驚，爭相走避，一名女乘客走避時跌倒，弄傷頸部，要送院治理。警方隨後到場調查，將手機殘駭檢走，案件暫列發現煙霧及有人受傷處理。[55]

## 3月30日
- - 牛頭角早上發生小巴飛轆擊斃途人的罕見事故，一名在土瓜灣任職廚師助理的44歲女子在觀塘道創紀之城二期外等巴士時，一輛紅頂小巴行經時左前轆突飛脫，如炮彈般以千磅力度把女廚師擊至昏迷，送院後不治。小巴司機涉嫌危險駕駛導致他人死亡被捕，警方不排除事件與車輪組件金屬疲勞有關，汽車專家則指是車輪「洽頭」斷裂肇禍。[56]
  - 市區重建局行政總監譚小瑩提出請辭，而早前已有3名總經理離任。據悉，譚小瑩與主席蘇慶和對市建局的角色、重建手法等理念不同，加上蘇亦以財政可行性為由，有意擱置超支12億元的中環街市活化項目，觸發譚提早離開。[57]

## 3月31日
- - 亞洲電視傍晚新聞報道，股東黃炳均及主要投資者王征接受香港電視主席王維基的主要條件，將亞視控股權轉讓予香港電視，並將豁免亞視所欠大部份債務，但交易尚需得到法庭及其委託之管理人同意，並報通訊事務管理局批准[58]。通訊局表示未收到亞視股權變動申請；港視就表示仍需了解有關報道，未能聯絡到身處海外的王維基。翌日香港電視網絡透過港交所發表的公告表示，公司董事會向主席王維基查詢後確認他曾經與王征會面，但沒有與亞視交易達成任何協議。[59]
  - 特首梁振英表示已向中央表明有意加入亞洲基礎設施投資銀行的創始成員，他指港府要做好亞投行的角色，必須得到立法會合作，並呼籲立法會上經常拉布的議員不要阻撓。[60]
  - 環境局公佈電力市場未來發展公眾諮詢，建議2018年後沿用利潤管制協議規管中電和港燈，諮詢公眾三個月。政府指兩電的准許回報研究由現時9.99%削到6至8%；又指九成民意反對向內地買電，決定五年後會增加天然氣發電。[61]